# Chance
Chance és una concentració de població designada pel cens dels Estats Units a l'estat de Maryland. Segons el cens del 2000 tenia 377 habitants.

## Demografia
Segons el cens del 2000, Chance tenia 377 habitants, 161 habitatges, i 113 famílies. La densitat de població era de 84,1 habitants per km².
Dels 161 habitatges en un 17,4% hi vivien nens de menys de 18 anys, en un 54% hi vivien parelles casades, en un 12,4% dones solteres, i en un 29,2% no eren unitats familiars. En el 23,6% dels habitatges hi vivien persones soles el 10,6% de les quals corresponia a persones de 65 anys o més que vivien soles. El nombre mitjà de persones vivint en cada habitatge era de 2,34 i el nombre mitjà de persones que vivien en cada família era de 2,74.
Per edats la població es repartia de la següent manera: un 18,8% tenia menys de 18 anys, un 5% entre 18 i 24, un 24,1% entre 25 i 44, un 29,7% de 45 a 60 i un 22,3% 65 anys o més.
L'edat mediana era de 47 anys. Per cada 100 dones de 18 o més anys hi havia 96,2 homes.
La renda mediana per habitatge era de 34.531 $ i la renda mediana per família de 37.969 $. Els homes tenien una renda mediana de 25.469 $ mentre que les dones 21.875 $. La renda per capita de la població era de 15.706 $. Entorn del 16,8% de les famílies i el 23,2% de la població estaven per davall del llindar de pobresa.

## Poblacions més properes
El següent diagrama mostra les poblacions més properes.